# Palloptera setosa
Palloptera setosa är en tvåvingeart som beskrevs av Axel Leonard Melander 1913. Palloptera setosa ingår i släktet Palloptera och familjen prickflugor. Inga underarter finns listade i Catalogue of Life.